# Widelands
Widelands ist ein freies Echtzeit-Strategiespiel, das unter der GNU General Public License lizenziert ist und quelloffen weiterentwickelt wird. Widelands greift zahlreiche Elemente von Blue Bytes Die Siedler und Die Siedler II auf. Das Spiel ist auf Windows, unixoiden Systemen und AmigaOS lauffähig.

## Spielprinzip
Der Schwerpunkt des Aufbauspiels liegt in Aufbau und Koordination eines funktionierenden Wirtschaftssystems. Die militärische Komponente ist dabei bewusst klein gehalten.
Gespielt wird auf einem zweidimensionalen Spielfeld, auf dem Gebäude und Straßen platziert werden. Häuser werden nach vorgegebenen Regeln errichtet, so müssen zwei Gebäude mindestens zwei Streckenabschnitte Abstand haben. Gebäude werden durch Straßen miteinander verbunden, über die Träger Wirtschaftsgüter transportieren. Eine Straße besteht aus Straßenabschnitten mit Flaggen als Knotenpunkten an beiden Enden und wird wie Gebäude am Spielfeldraster ausgerichtet. Träger sind jeweils einem Straßenabschnitt zugeordnet und tragen die Waren von einer Flagge zur anderen.
Der militärische Teil des Spiels besteht aus Militärgebäuden und Soldaten, die diese Gebäude bewohnen. Möchte der Spieler einen anderen Spieler angreifen, so wählt er ein gegnerisches Militärgebäude aus und wählt die Anzahl der angreifenden Soldaten. Auf den Verlauf des Kampfes hat der Spieler darüber hinaus keinen Einfluss. Insbesondere gibt es keine Möglichkeit, die Soldaten direkt zu steuern.

## Entwicklung
Widelands wird seit seiner Erstveröffentlichung im August 2002 regelmäßig um Fehlerbehebungen und neue Spielfunktionen ergänzt. Die erste stabile Version 1.0 erschien im Juni 2021. Die aktuelle Version ist 1.2 von März 2024.
Obwohl Widelands als Klon von Die Siedler II begonnen wurde, besitzt es auch einige Funktionen, die das Vorbild nicht aufweist. Zu erwähnen sind die Netzwerk- und Internet-Mehrspielerunterstützung und Übersetzungen in zahlreiche Sprachen. Funktionen des Vorbilds wie eine Einführungs-Kampagne und ein Karteneditor sind ebenfalls in Widelands vorhanden. Karten des Spiels Die Siedler II können in Widelands geladen und verwendet werden.

## Rezeption
Die französische Webseite für freie Software Framasoft bewertete Widelands 2008 als „klassisches RTS-Remake mit einfacher Grafik, aber simpel und effizient“. Das Spielgefühl der frühen der Siedler-Spiele käme schnell wieder auf. John Knight bewertete Widelands 2009 im US-amerikanischen Linux Journal als entschleunigendes Spiel mit strategischer Tiefe und als vergleichsweise hochwertiges Amateurprojekt. Zahlreiche Anpassungsmöglichkeiten der Spielerfahrung durch Add-ons und selbst erstellte Inhalte brächten „frischen Wind in ein extrem abgestandenes Genre“. Die deutsche Zeitschrift LinuxUser widmete Widelands in Ausgabe 01/2024 einen siebenseitigen Artikel. In Ausgabe 4/2008 von c’t war Build11 der Windows-Version von Widelands auf Heft-DVD beigelegt.